# 阿尔瓦尔·蒂尔
阿尔瓦尔·蒂尔（瑞典語：Alvar Thiel，1893年2月23日—1973年10月1日），生于斯德哥尔摩，瑞典男子帆船运动员。他曾代表瑞典参加1912年夏季奥林匹克运动会帆船比赛，获得一枚银牌。